# Seirei Saôphoăn (dystrykt)
Seirei Saôphoăn (khm. ស្រុកសិរីសោភ័ណ) – dystrykt (srŏk) w północno-zachodniej Kambodży, w środkowej części prowincji Bântéay Méanchey. Siedzibą administracyjną jest miasto Sisŏphŏn. W 1998 roku zamieszkiwany przez 98 848 mieszkańców.

## Podział administracyjny
W skład dystryktu wchodzi 8 gmin (khum):
- Bos Sbov
- Kâmpóng Svay
- Kaoh Pong Satv
- Mkăk
- Ou Ambel
- Phniet
- Preah Ponlea
- Tuek Thla

Na terenie dystryktu położonych jest 59 miejscowości.

## Kody
- kod HASC[2] (Hierarchical administrative subdivision codes) – KH.OM.SS
- kod NIS[2] (National Institute of Statistics- district code) – 0106